# 해리슨저빌
해리슨저빌(Gerbillus mesopotamiae)은 황무지쥐아과에 속하는 설치류의 일종이다. 이라크 티그리스-유프라테스 계곡과 이란 서부 지역에 주로 분포한다. 메소포타미아저빌로도 알려져 있다.